# Wellstedia socotrana
Wellstedia socotrana är en strävbladig växtart som beskrevs av Isaac Bayley Balfour. Wellstedia socotrana ingår i släktet Wellstedia och familjen strävbladiga växter. Inga underarter finns listade i Catalogue of Life.